# Вишнёвка (Кировоградская область)
Вишнёвка (укр. Вишнівка) — село в Компанеевской поселковой общине Кропивницкого района Кировоградской области Украины.
До 2020 года входило в Компанеевский район
Население по переписи 2001 года составляло 115 человек. Почтовый индекс — 28431. Телефонный код — 5240. Код КОАТУУ — 3522884302.